# Кобиев, Михаил Андреевич
Михаил Андреевич Кобиев (29 июня 1862 — 21 декабря 1931)  — генерал-майор Российской императорской армии. Участник Первой мировой войны и Гражданской войны в России. После Октябрьской революции присоединился к Белому движению. Затем эмигрировал в Югославию.

## Биография
Михаил Кобиев родился 29 июня 1862 года в семье потомственных дворян Тифлисской губернии. По вероисповеданию был православным. Окончил Михайловский Воронежский кадетский корпус. 18 января 1881 года поступил на службу в Российскую императорскую армию в звании вольноопределяющегося 3-го разряда. Службу начал в 45-м драгунском Северском полку. В 1884 году окончил Елисаветградское кавалерийское юнкерское училище. 
18 июля 1884 года получил старшинство в чине хорунжего, 18 июля 1888 года — в чине сотника, 15 марта 1895 года — в чине подъесаула, 15 марта 1900 года — в чине есаула, 26 февраля 1905 года — в чине войскового старшины. В течение пяти лет 4 месяцев и трёх дней был командиром эскадрона, с 5 октября 1905 года был помощником командира полка по строевой части. 6 декабря 1911 года получил старшинство в чине полковника. С 15 октября 1913 года по 25 января 1915 года занимал должность командира Дагестанского конного полка.
Принимал участие в Первой мировой войне. С 25 января 1915 года по 8 марта 1916 года находился в резерве чинов при штабе Киевского военного округа. 8 марта 1916 года был назначен командующим 1-й бригадой Кавказской туземной конной дивизии. 20 октября 1916 года «за отличие в делах» был произведён в генерал-майоры со старшинством с 15 декабря 1915 года.
После Октябрьской революции присоединился к Белому движению, служил в составе Вооружённых сил Юга России. С 9 июля 1919 года состоял в резерве чинов при штабе войск Северного Кавказа. Затем эмигрировал в Югославию, где возглавил «Общество Северских драгун в Белграде». Скончался 21 декабря 1931 года.

## Награды
Михаил Андреевич Кобиев был пожалован следующими наградами:
- Георгиевское оружие (Высочайший приказ от 16 октября 1916);
- Орден Святого Владимира 3-й степени с мечами (Высочайший приказ от 28 января 1915);
- Орден Святого Владимира 4-й степени (1913); мечи и бант к ордену (Высочайший приказ от 28 января 1915);
- Орден Святой Анны 2-й степени (1910); мечи к ордену (Высочайший приказ от 27 апреля 1915);
- Орден Святого Станислава 2-й степени (1900).